# Jakob Christoph Heer

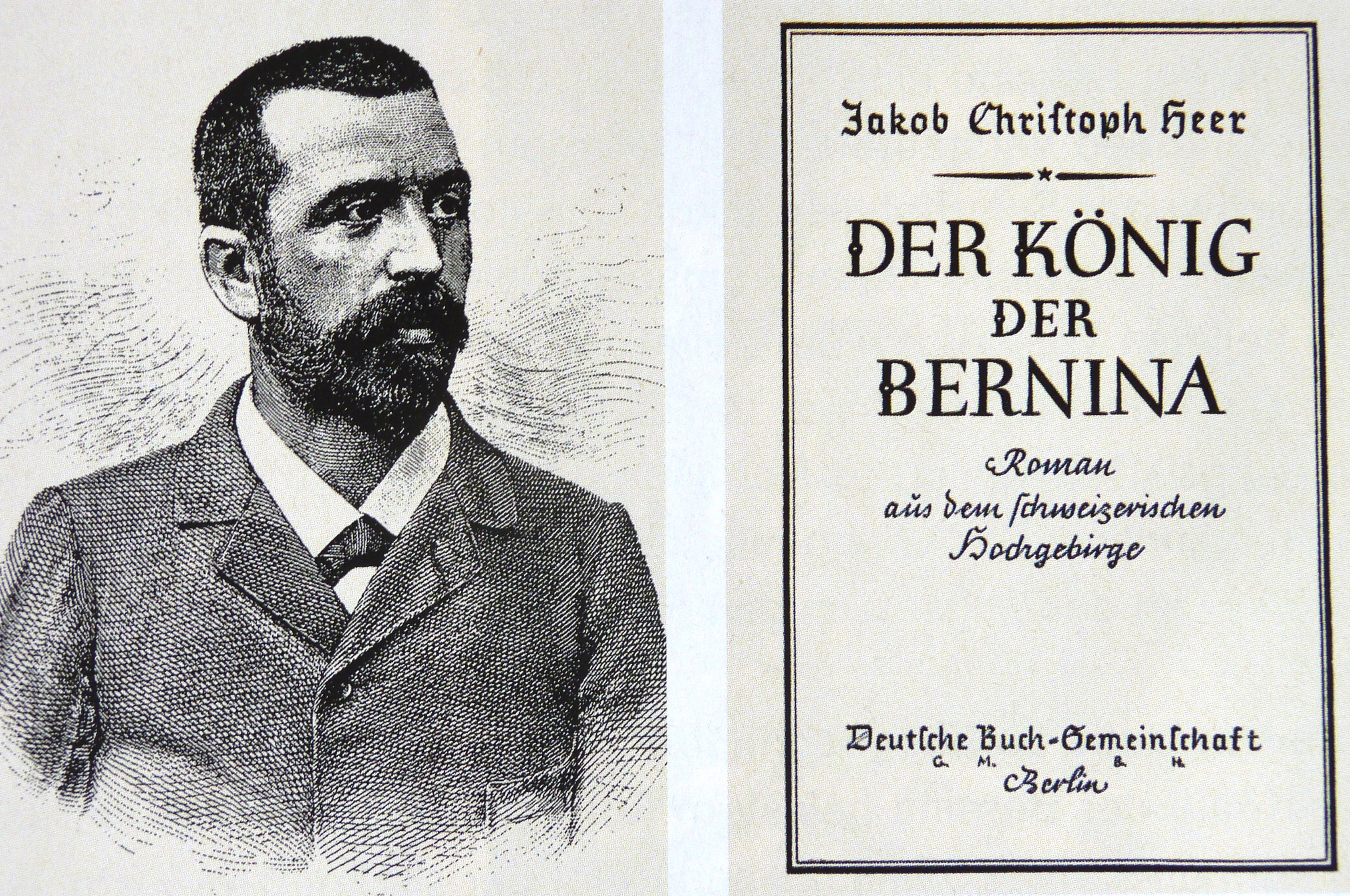
Jakob Christoph Heer och titelbladet till hans hembygdsroman.

Jakob Christoph Heer, född den 17 juli 1859 i Töss i kantonen Zürich, död den 20 augusti 1925 i Zürich, var en schweizisk författare.
Heer offentliggjorde dikter, reseskildringar och landskapsbeskrivningar från Schweiz samt några mycket lästa romaner, An heiligen Wassern (1898; 36:e upplagen 1907), en haltfull och kraftig skildring från en alpdal med optimistisk uppfattning av den moderna tidens förändringar, Der König der Bernina (1900; 40:e upplagan 1908), Felix Notvest (1901; 13:e upplagan 1907), Der Wetterwart (1905; 32:a upplagan 1908) och Laubgewind (18:e upplagan 1908) samt novellerna Der Spruch der Fee (1901), Joggeli (1902; 13:e upplagan 1908) och Blaue Tage (2:a upplagan 1904).